# Bistum Jujuy
Das Bistum Jujuy (lat.: Dioecesis Iuiuyensis, span.: Diócesis de Jujuy oder Obispado de Jujuy) ist eine in Argentinien gelegene römisch-katholische Diözese mit Sitz in San Salvador de Jujuy.

## Geschichte
Das Bistum Jujuy wurde am 20. April 1934 durch Papst Pius XI. mit der Päpstlichen Bulle Nobilis Argentinae nationis aus Gebietsabtretungen des Erzbistums Salta errichtet und diesem als Suffraganbistum unterstellt. Am 8. September 1969 gab das Bistum Jujuy Teile seines Territoriums zur Gründung der Territorialprälatur Humahuaca ab.

## Bischöfe von Jujuy
- Enrique José Mühn SVD, 1934–1965
- José Miguel Medina, 1965–1983
- Raúl Arsenio Casado, 1983–1994, dann Erzbischof von Tucumán
- Marcelino Palentini SCJ, 1995–2011
- César Daniel Fernández, seit 2012